# 塞尼察區
48°40′35″N 17°21′50″E / 48.67639°N 17.36389°E

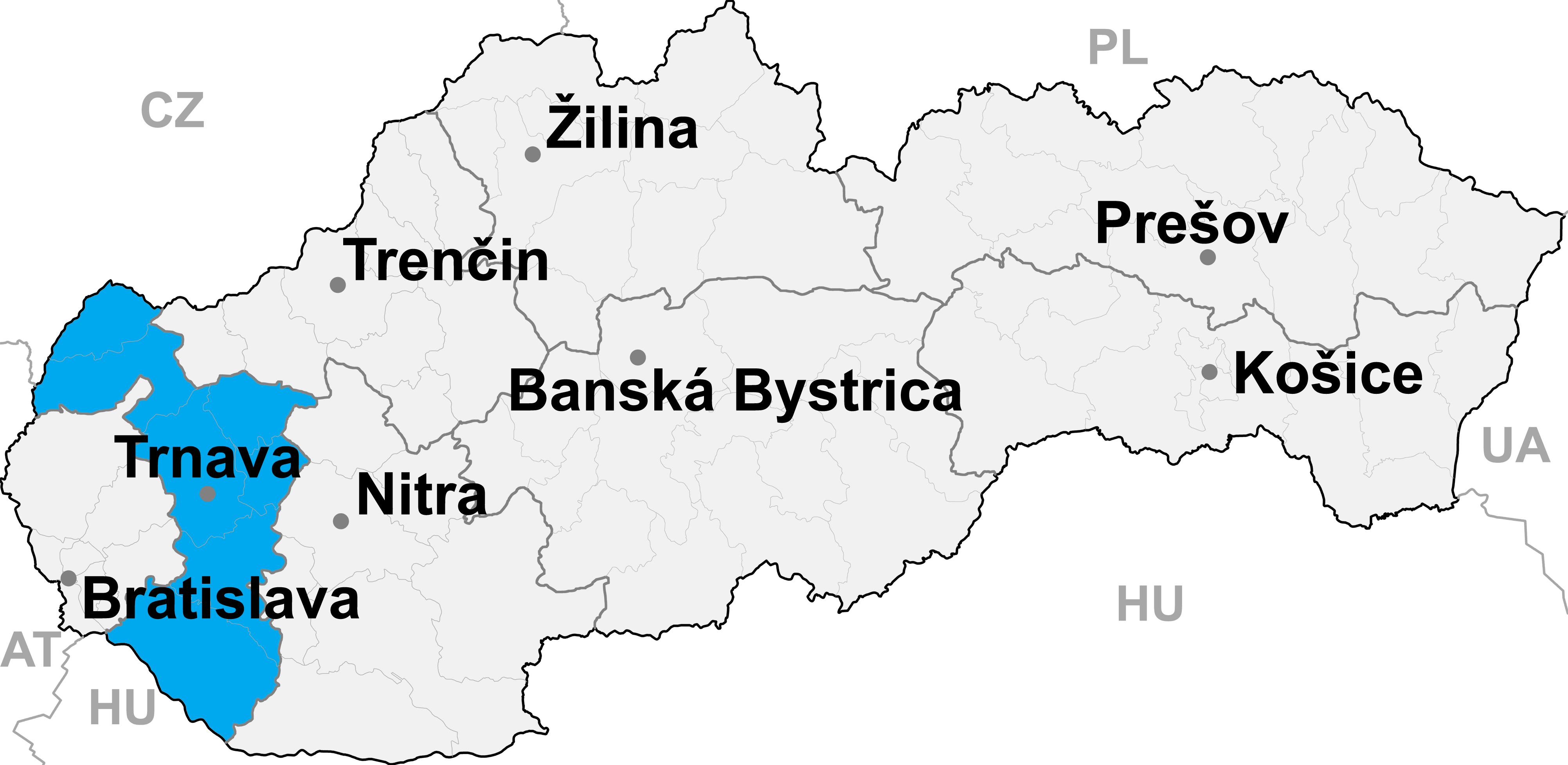

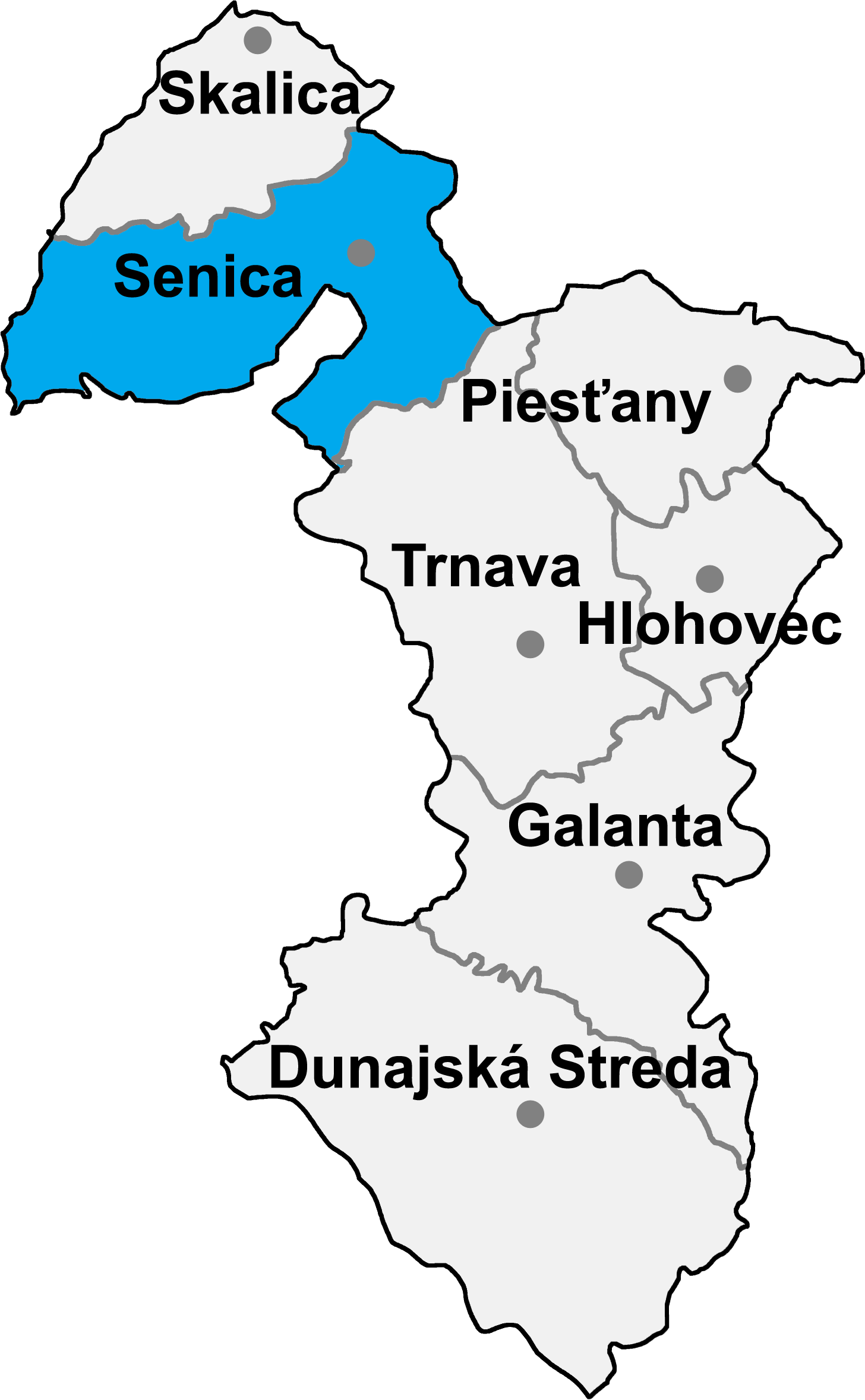

塞尼察區，是斯洛伐克的一個區，位於該國西部，由特爾納瓦州負責管轄，面積684平方公里，2001年該區人口60,891，人口密度每平方公里89人。